# مخيم تل السلطان

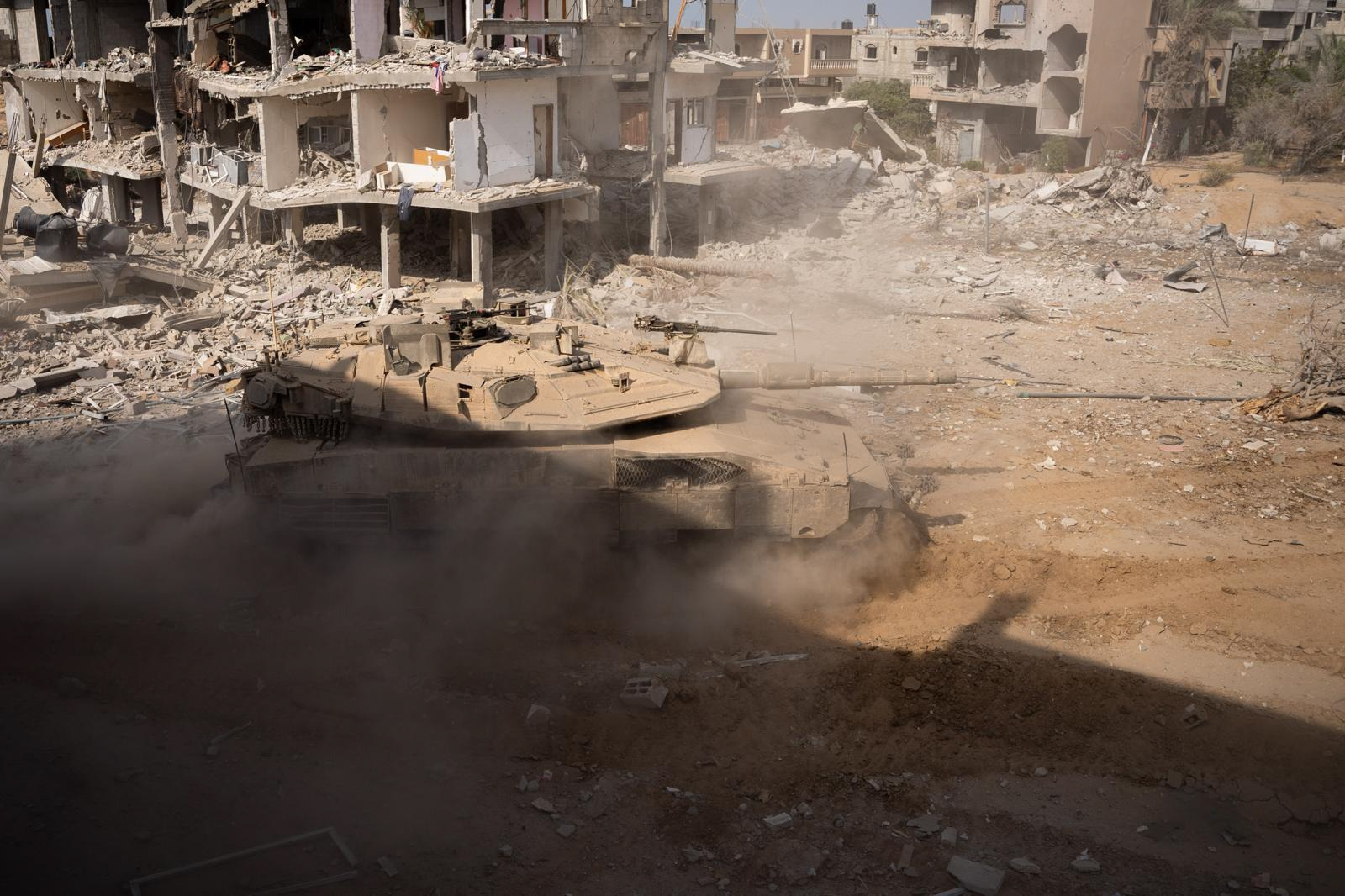
الدمار والقتل الذي ارتكبه الجيش الصهيوني في مخيم تل السلطان

مخيم تل السلطان أو معسكر تل السلطان هو أحد مخيمات اللاجئين الفلسطينيين الثمانية في قطاع غزة، يقع شمال غرب مدينة رفح. تأسس بشكل أساسي لاستيعاب لاجئي مخيم كندا المغلق بعد ضمه للأراضي المصرية إثر ترسيم الحدود مع مصر.
لا تميز الأونروا بين مخيمي رفح وتل السلطان. بلغ عدد سكان المخيم حوالي 24,188 نسمة حسب تقديرات الجهاز المركزي للإحصاء الفلسطيني عام 2006. بلغ عدد سكان مخيم رفح عموماً حوالي 44,227 نسمة حتى عام 2024، وفقاً للجهاز المركزي للإحصاء الفلسطيني.

## التأسيس
تأسس مخيم تل السلطان لاستيعاب لاجئي مخيم كندا، الذي أُنشئ عام 1967 ثم أُخلي لاحقاً بعد أن ضمته الحدود المصرية إثر اتفاقية كامب ديفيد عام 1978. بدأ التحضير للمخيم الجديد عام 1994 بتمويل من الوكالة الكندية للتنمية الدولية، وبدأت عملية نقل اللاجئين إليه رسمياً عام 2000، وكان عددهم حينها يقارب 17,000 لاجئ.

## في سياق الصراع الإسرائيلي الفلسطيني
منذ اندلاع معركة طوفان الأقصى في 7 أكتوبر/تشرين الأول 2023، تعرض المخيم لعدد من الهجمات العسكرية الإسرائيلية. يُعد المخيم أحد معاقل المقاومة الفلسطينية في قطاع غزة، وقد استُهدف بشكل متكرر خلال العمليات العسكرية. في 26 مايو/أيار 2024، قُتل نحو 35 فلسطينياً في قصف استهدف مخيماً للنازحين في تل السلطان، كما تسبب القصف في تدمير عدد كبير من الخيام، وهي مجزرة مخيم تل السلطان التي ارتكبها سلاح الجو الإسرائيلي في حقّ الفلسطينيين و في 28 مايو، أدت غارات إسرائيلية مكثفة إلى استشهاد المزيد من المدنيين، وأحاطت الحصار بعيادة تل السلطان والمستشفى الإندونيسي. 
في 15 يونيو/حزيران 2024، أعلنت كتائب عز الدين القسام، الجناح العسكري لحركة حماس، أنها قتلت عدداً من الجنود الإسرائيليين في كمين في حي تل السلطان. وفي 16 يونيو، استشهد فلسطينيان في قصف استهدف سيارات إسعاف.
وفي مارس 2025 أفادت بلدية رفح في بيان لها بأن حي تل السلطان يعاني من انقطاع كامل في الاتصالات، في وقت تواجه فيه العائلات نقصاً حاداً في الماء والغذاء والدواء، وسط انهيار شامل في الخدمات الصحية، بينما يواجه الأطفال خطر الموت جوعاً وعطشاً تحت وطأة الحصار والقصف المستمر من طرف الجيش الصهيوني.